# Luftfahrt ohne Grenzen / Wings of Help
Luftfahrt ohne Grenzen / Wings of Help e. V. (LOG/WoH) ist eine humanitäre Hilfsorganisation, die nationale und internationale Hilfe in Krisen- und Katastrophengebieten leistet. Zu ihren Aufgabengebieten zählt insbesondere die Versorgung notleidender Kinder und Familien – unmittelbar nach Natur- und humanitären Katastrophen – mit Medizin, Lebensmitteln und Gütern für den täglichen Bedarf, ferner der Transport medizinischer Notfälle aus aller Welt zur ärztlichen Behandlung nach Deutschland. Seit Gründung am 3. Juni 2003 hat Luftfahrt ohne Grenzen / Wings of Help e. V. auf hunderten Einsätzen in mehr als 25 Ländern geholfen. In der Zeit von 2003 bis 2021 wurden Hilfsgüter im Wert von rund 130 Millionen Euro und einem Gesamtvolumen von mehr als 7000 Tonnen zu Menschen in Not gebracht. Sitz ist die Cargo City Süd am Flughafen Frankfurt Main.

## Organisation

### Gründung
Die Hilfsorganisation wurde am 3. Juni 2003 in Frankfurt am Main gegründet. Ursprünglich sollte Kindern eine medizinische Behandlung in Deutschland ermöglicht werden, inzwischen hat sich das Aufgabenfeld erweitert.

### Struktur
Die Organe des Vereins sind die Mitgliederversammlung, der Vorstand, bestehend aus dem 1. Vorsitzenden, Präsident Frank Franke, seiner Stellvertreterin, Vizepräsidentin Marie-Luise Thüne, dem Vorstand Finanzen und Logistik (Angelika Franke), dem Vorstand Medizin (Markus Schmitt), dem Vorstand Recht (Hans-Joachim Sauer), dem Vorstand Media & PR (Werner Claasen), dem Vorstand Film & TV (Guido Holz), dem kooptierten Vorstand Finanzen (Rolf Geyer) und dem Kuratorium, das auf Beschluss des Vorstandes aus geeignet erscheinenden Personen gebildet werden kann. Präsidium, Vorstände und Kuratorium sind ehrenamtlich tätig. Der Vorstand wird von der Mitgliederversammlung für die Dauer von 3 Jahren gewählt.
Der Verein ist seit 2017 Mitglied im Deutschen Spendenrat und hat im September 2021 dessen Siegel erhalten. Seit 2004 besteht eine Mitgliedschaft in der Aviation-sans-frontières-Gruppe europäischer NGOs.

### Wings of Help Stiftung
Mit Gründung der gemeinnützigen Stiftung schafft sich Wings of Help Stiftung neben dem eingetragenen Verein eine zusätzliche Möglichkeit, um finanzielle Zuwendungen noch gezielter einzusetzen. Die Stiftung dient einzelnen ad-hoc-Projekten ebenso wie Hilfseinsätzen, die eine zeitlich längere Planung erfordern. Das eingebrachte Stiftungskapital, das nur teilweise für Projekte verwendet werden darf, stellt eine große finanzielle Sicherheit zur Bewältigung der einzelnen Projekte und Aufgaben dar.

### Finanzen
Die Einsätze werden durch Geld- und Sachspenden finanziert. Der Verein arbeitet mit Verwaltungskosten, die etwa 12 bis 15 Prozent des gesamten Spendenaufkommens ausmachen.

## Projekte

### Bildung ist Zukunft / Education is Future
Unter dem Motto „Bildung ist Zukunft / Education is future (BiZ/EIF)“ errichtet LOG/WoH weltweit Computerschulen. Damit verfolgt die Organisation das Ziel, benachteiligten jungen Menschen eine Perspektive zu bieten.
Die Computerschulen befinden sich u. a. in Myanmar, Nepal, Puerto Rico, Rumänien, Russland (Heim für blinde und taubblinde Kinder) und Kurdistan. Das Projekt ermöglicht jungen Menschen Schulungen, damit sie an Lehrprogrammen teilnehmen können, um später eine Ausbildung oder ein Studium absolvieren zu können.

## Einsätze
- 2022 Ukraine: Russisch-Ukrainischer Krieg[10][11][12][13]
- 2021 Ahrtal: Hochwasser in West- und Mitteleuropa 2021[14]
- 2021 Ramstein: Afghanische Flüchtlinge
- 2021 Griechenland: Hitzewelle und Waldbrände in Südeuropa und der Türkei 2021
- 2020 Kroatien  Erdbeben bei Petrinja 2020[15]
- 2019 Mosambik: Zyklon Idai[16][17]
- 2019 Bahamas: Hurrikan Dorian[18]
- 2019 Rumänien[19]
- 2017ff Irak: Flüchtlingslager[20]
- 2017 Puerto Rico: Hurrikan Maria[21]
- 2016 Haiti: Hurrikan Matthew[22]
- 2016 Myanmar: Zyklon Nargis [23]
- 2014 Balkan: Flüchtlingskrise in Europa 2015/2016[24]
- 2014 Bosnien-Herzegowina: Überschwemmungen auf dem Balkan 2014[25]
- 2013 Philippinen: „Flug für Leben“ nach dem Taifun Haiyan[26]
- 2013 Syrien: Soforthilfe[27][28][29]
- 2011 Japan: Tōhoku-Erdbeben 2011[30]
- 2011 Afrika: Hungerkrise am Horn von Afrika 2011[31][32]
- 2011 Thailand: Monsun[33][34]
- ab 2011 Griechenland: Folgen des Bürgerkrieges in Syrien[35]
- 2010 Pakistan: Überschwemmungen
- 2010 Haiti: Erdbeben in Haiti 2010[36][37]
- 2007 Peru: Erdbeben in Peru 2007[38]
- 2005 Pakistan: Erdbeben in Kaschmir 2005[39]
- 2005 New Orleans: Hurrikan Katrina[40]